# Prionopelta kraepelini
Prionopelta kraepelini es una especie de hormiga del género Prionopelta, familia Formicidae. Fue descrita científicamente por Forel en 1905.
Se distribuye por Borneo, India, Indonesia, islas Krakatau, Malasia, Filipinas, Sri Lanka, Taiwán, Australia, Fiyi, Micronesia, Palaos y Samoa. Se ha encontrado a elevaciones de hasta 1060 metros. Vive en microhábitats como la hojarasca y troncos podridos.